# Трофей Моріса Рішара
Трофей Моріса Рішара — приз, який вручають хокеїсту, що закинув найбільшу кількість шайб в регулярній частині сезону НХЛ. Нагороду присуджують щорічно. Перший раз була вручена по закінченню сезону 1998–1999 років.

## Історія
Трофей був подарований лізі клубом «Монреаль Канадієнс» в 1999 році. Він названий на честь легендарного гравця «канадійців» Моріса Рішара (на прізвисько «Ракета»), який провів у клубові 18 сезонів. У чемпіонаті 1944–1945 років став першим хокеїстом в історії ліги, котрий закинув 50 шайб в 50 зустрічах. Цей показник вдалося повторити лише декільком гравцям. І перший гравець, який закинув 500 шайб за кар'єру. Він п'ять разів ставав найкращим снайпером ліги.
Павло Буре, Джером Ігінла, Олександр Овечкін і Стівен Стемкос вигравали трофей більше одного разу. В сезоні 2003–2004 років одразу три гравці стали володарями трофея, оскільки закинули однакову кількість шайб. Наймолодшим володарем трофея Моріса Рішара є Рік Неш — на момент здобуття йому виповнилося 19 років.

## Переможці

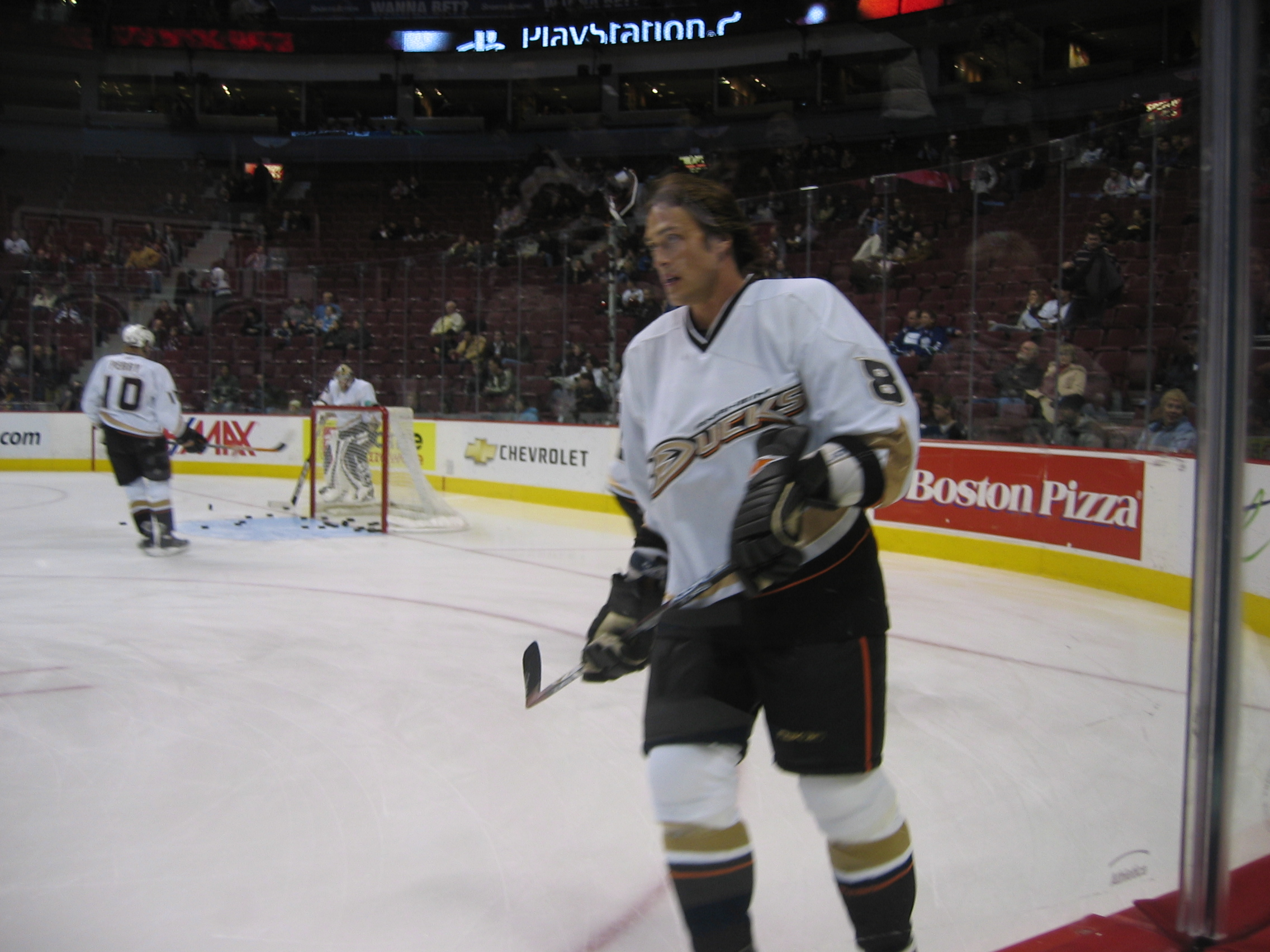
Теему Селянне — перший володар трофея

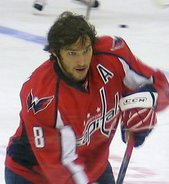
Олександр Овечкін, дев'ятиразовий володар призу

| Сезон     | Гравець                              | Команда                                                   | Голи   |
| --------- | ------------------------------------ | --------------------------------------------------------- | ------ |
| 1998–1999 | Теему Селянне                        | «Анагайм Дакс»                                            | 47     |
| 1999–2000 | Павло Буре                           | «Флорида Пантерс»                                         | 58     |
| 2000–2001 | Павло Буре                           | «Флорида Пантерс»                                         | 59     |
| 2001–2002 | Джером Ігінла                        | «Калгарі Флеймс»                                          | 52     |
| 2002–2003 | Мілан Гейдук                         | «Колорадо Аваланч»                                        | 50     |
| 2003–2004 | Джером Ігінла Рік Неш Ілля Ковальчук | «Калгарі Флеймс» «Колумбус Блю-Джекетс» «Атланта Трешерс» | 41     |
| 2004–2005 | Локаут                               | Локаут                                                    | Локаут |
| 2005–2006 | Джонатан Чічу                        | «Сан-Хосе Шаркс»                                          | 56     |
| 2006–2007 | Венсан Лекавальє                     | «Тампа-Бей Лайтнінг»                                      | 52     |
| 2007–2008 | Олександр Овечкін                    | «Вашингтон Кепіталс»                                      | 65     |
| 2008–2009 | Олександр Овечкін                    | «Вашингтон Кепіталс»                                      | 56     |
| 2009–2010 | Стівен Стемкос Сідні Кросбі          | «Тампа-Бей Лайтнінг» «Піттсбург Пінгвінс»                 | 51     |
| 2010–2011 | Корі Перрі                           | «Анагайм Дакс»                                            | 50     |
| 2011–2012 | Стівен Стемкос                       | «Тампа-Бей Лайтнінг»                                      | 51     |
| 2012–2013 | Олександр Овечкін                    | «Вашингтон Кепіталс»                                      | 32     |
| 2013–2014 | Олександр Овечкін                    | «Вашингтон Кепіталс»                                      | 51     |
| 2014–2015 | Олександр Овечкін                    | «Вашингтон Кепіталс»                                      | 53     |
| 2015–2016 | Олександр Овечкін                    | «Вашингтон Кепіталс»                                      | 50     |
| 2016–2017 | Сідні Кросбі                         | «Піттсбург Пінгвінс»                                      | 44     |
| 2017–2018 | Олександр Овечкін                    | «Вашингтон Кепіталс»                                      | 49     |
| 2018–2019 | Олександр Овечкін                    | «Вашингтон Кепіталс»                                      | 51     |
| 2019–2020 | Олександр Овечкін Давід Пастрняк     | «Вашингтон Кепіталс» «Бостон Брюїнс»                      | 48     |
| 2020–2021 | Остон Метьюс                         | «Торонто Мейпл Ліфс»                                      | 41     |
| 2021–2022 | Остон Метьюс                         | «Торонто Мейпл Ліфс»                                      | 60     |
| 2022–2023 | Коннор Мак-Девід                     | «Едмонтон Ойлерз»                                         | 64     |
| 2023–2024 | Остон Метьюс                         | «Торонто Мейпл Ліфс»                                      | 69     |
| 2024–2025 | Леон Драйзайтль                      | «Едмонтон Ойлерз»                                         | 52     |